# Friedrich von Rochow
Friedrich Leopold Harry von Rochow (Castell de Reckahn, Kloster Lehnin, Brandenburg, 12 d'agost de 1881 - Castell de Reckahn, 17 d'agost de 1945) va ser un genet alemany que va competir a començaments del segle xx.
El 1912 va prendre part en els Jocs Olímpics d'Estocolm, on va guanyar la medalla de plata en les proves del concurs individual i del concurs per equips del programa d'hípica, formant equip amb Richard von Schaesberg, Eduard von Lütcken i Carl von Moers, amb el cavall Idealist.